# Breitmoos (Urnäsch)
L'area di Breitmoos è una palude o torbiera bassa e area protetta della Svizzera, situata nel Canton Appenzello Esterno. Dal 1994 fa parte dell'Inventario federale delle paludi d'importanza nazionale.

## Descrizione
La zona è situata a 1000 m.s.l.m. nel comune di Urnäsch. La vegetazione comprende paludi basifile e acidofile a piccole carici, prati umidi e torbiere di transizione. Sono anche presenti terreni a coltivazione estensiva, siepi, formazioni boschive, edifici e vie di comunicazione.
Nelle vicinanze dell'area si trovano anche terreni a coltivazione estensiva, brughiere, siepi, formazioni boschive, foreste, edifici e vie di comunicazione.